# Robert Büchler
Robert Jehošua Büchler (1. ledna 1929, Topoľčany, Československo – 14. srpna 2009, Lahavot Chaviva, Šaronská planina, Izrael) byl slovensko-izraelský historik, mírový aktivista a člen mezinárodního výboru vězňů koncentračního tábora Buchenwald-Dora.

## Životopis
Robert Büchler se narodil jako syn židovských rodičů v západoslovenských Topoľčanech v roce 1929. Roku 1942 bylo 57 jeho příbuzných odvlečeno do koncentračního tábora v Osvětimi, kde byli posléze povražděni. On sám se spolu s rodiči a sestrou do Osvětimského vyhlazovacího tábora dostal až v roce 1944.
23. ledna 1945 dorazil s pochodem smrti do koncentračního tábora Buchenwald, kde byl spolu s dalšími 900 dětmi a dospívajícími umístěn do dětského bloku 66 takzvaného „Malého tábora“. Krátce před osvobozením tábora jednotkami americké 3. armády byl odeslán na další pochod smrti, z něhož se mu však u durynského Eisenbergu podařilo prchnout.
Po svém návratu do Topoľčan zjistil, že z celé široké rodiny přežili holokaust pouze jedna teta a jeden strýc..
V roce 1949 emigroval do Izraele, kde společně s asi stovkou dalších, kteří přežili koncentrační tábory, založil kibuc „Lahavot Haviva“.
Jako historik a ředitel archivu se věnoval studiu a dokumentaci holokaustu (Shoah). Napsal řadu článků o svých zážitcích a několik odborných prací pojednávajících o dějinách evropského Židovstva. Büchler zpracoval jako jeden z prvních dějiny dětského bloku 66 v buchenwaldském lágru, jimž se po léta věnovala jen malá pozornost. V 80. létech předal svoji vzpomínkovou práci archivu tamějšího památníku..
Od 60. let byl členem mezinárodního výboru vězňů koncentračního tábora Buchenwald-Dora. V posledních letech svého života byl jeho služebně nejstarším členem.